# Svein Thøgersen
Svein Thøgersen, född den 23 juni 1946, är en norsk roddare.
Han tog OS-silver i dubbelsculler i samband med de olympiska roddtävlingarna 1972 i München.